# Nicolas Chaperon

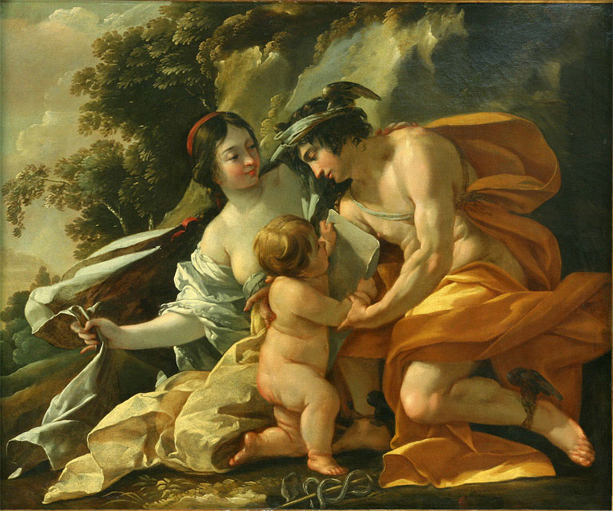
“Venus, Mercuri i Cupido” quadre de Chaperon en el Museu del Louvre.

Nicolas Chaperon o Chapron (Châteaudun, 1612 - Lió, 1656) va ser un pintor, dissenyador i gravador del classicisme francès, dins del corrent de l'aticisme. Va ser batejat el 19 d'octubre de 1612 en la parròquia de Saint Pierre de Châteaudun, sent el seu pare Jehan Chaperon, i la seua mare Marie Brissard.
Va ser alumne de Simon Vouet i va viatjar a Roma el 1642 amb Poussin. En 1649 va gravar una sèrie completa (52 planxes) sobre els frescos de Rafael en les “Loggias Vaticanes”. Es conta que ho feu a petició de Poussin, que responia així a un suggeriment del rei de França. Aquests gravats van servir d'aprenentatge i exemple als artistes francesos que no podien viatjar a Roma] per a estudiar les pintures originals.(La correspondència de Nicolas Poussin esmenta molts cops les dificultats del treball de Chaperon, que ell escriu Chapron, i la manca de formalitat d'aquest).
Se cita per última vegada a Chaperon a Roma, l'any 1651. En 1653-1655 els cònsols de Lió van voler adornar l'ajuntament de la seua localitat i van demanar a Chaperon que retornara de Roma, però aquest no va poder realitzar el treball. Algunes fonts diuen que havia mort abans de rebre l'encàrrec, però altres fonts puntualitzen que va arribar a Lió i que hi va morir poc després, en 1656.